# CallmeKat
Bag kunstnernavnet CALLmeKAT står den danske sangerinde, komponist, tekstforfatter og musiker Katrine Ottosen.
I 2008 debuterede CALLmeKAT med EP'en I'm In A Polaroid – Where Are You? skrevet, indspillet og produceret af Katrine selv. Mikset og mastereret af islandske Valgeir Sigurdsson (Björk, Feist, CocoRosie, m.fl.). Senere i 2008 udkom fuldlængdedebuten Fall Down, indspillet i samarbejde med den svenske producer Daniel Fridell. Mastereret af Valgeir Sigurdsson.
Den internationale debut When Owls Are Out blev udgivet worldwide i 2010. Materialet til When Owls Are Out består af skæringer fra Fall Down gennemarbejdet og genmikset af den amerikanske producer/musiker Joe Magistro, mastereret af Chris Athens, Sterling Sound. When Owls Are Out indeholder færre sange end Fall Down, samt en fuldstændig ny indspilning af publikumsfavoritten Bug In A Web.
I foråret 2012 udkom fuldlængdealbummet Where The River Turns Black, indspillet i Applehead Studios, Woodstock, New York. Musikere på albummet: Katrine Ottosen, Joe Magistro, Sara Lee, Erika Spring, Helgi Jonsson, Carsten Skov og Jon Trier Ottosen. Mastereret af Chris Athens, Sterling Sound.
I 2014 fulgte EP'en Hidden Waters og i 2016 fulgte EP'en Mouth Of Time.
Sangen Bug In A Web opnåede på meget kort tid et højt antal plays på youtube i forbindelse med at NPRs Bob Boilen optog en live video-session med CALLmeKAT under SXSW-festivalen i Austin, Texas i 2010. Senere blev CALLmeKAT inviteret til endnu en NPR session i All Songs Considered-regi. Denne gang i studiet i Washington DC, USA, hvor en fuldlængde Tiny Desk Concert blev optaget i 2011.
CALLmeKAT turnerer fortrinsvis i udlandet. Både solokoncerter, med fuldt band og som support for andre kunstnere såsom: Au Revoir Simone, Okkervil River, Mugison, The Dø, Jenny Wilson, m.fl.
Et udvalg af festivaler: SXSW, NXNE, CMJ, Northside (Brooklyn, NY), Eurosonic, Popkomm, Reeperbahn Festival, Mama (Paris), SPOT, m.fl.
CALLmeKAT har et tæt, kunstnerisk samarbejde med kunstner og illustrator Naja Conrad-Hansen. Najas cover til When Owls Are Out er optaget i Lürtzer's Archive '200 Best Illustrators Worldwide 2011/2012'. Musikvideoen til sangen My Sea fra albummet Fall Down af instruktør D.R. Kelley er optaget på den permanente udstilling for videokunst i Cooper Design Center, Los Angeles.

## Eksterne link
- CALLmeKAT facebook: www.facebook.com/thisiscallmekat
- CALLmeKAT website: www.callmekat.com